# Malik Abubakari
Malik Abubakari (født 10. maj 2000) er en ghanesisk fodboldspiller, der spiller for danske Lyngby Boldklub. 

## Klubkarriere
Malik Abubakari har spillet i flere forskellige klubber herunder portugisiske Moreirense FC, finske HJK Helsinki, slovenske Slovan Bratislava, svenske Malmö FF og danske Viborg FF.
Han blev i 2024 købt af Lyngby Boldklub fra Malmö FF.

## Ungdom
Malik Abubakari begyndte sin karriere i Charity Stars  fra Ghana og i FC Vizela fra Portugal.